# Aloe scabrifolia
Aloe scabrifolia é uma espécie de liliopsida do gênero Aloe, pertencente à família Asphodelaceae.